# Eratosthenes (inslagkrater)
Eratosthenes is een relatief diepe inslagkrater op de maan. De krater bevindt zich tussen de Mare Imbrium en de Sinus Aestuum (beide maanzeeën) bij het westelijke uiteinde van het gebergte Montes Apenninus. De benaming Eratosthenes is afkomstig van Giovanni Battista Riccioli . Eerder kreeg deze krater de benamingen Haro  en Insula Vulcania  van respectievelijk Michael van Langren en Johannes Hevelius.

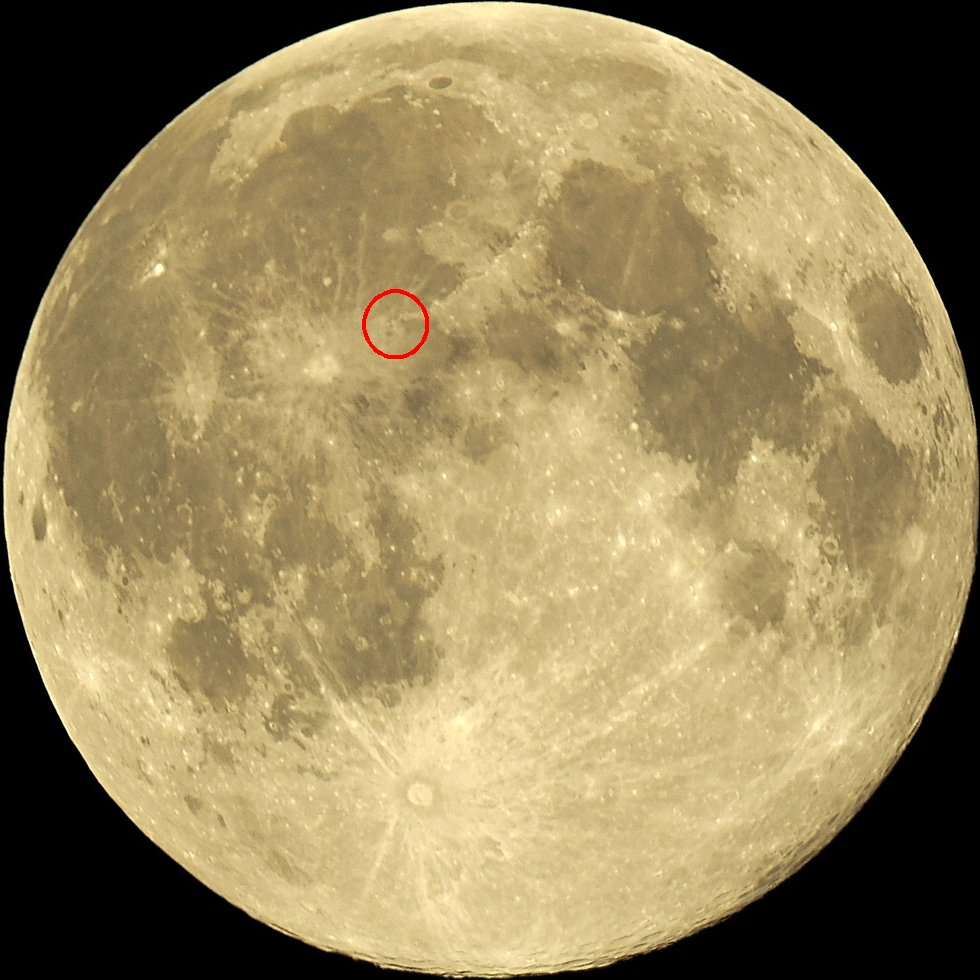
De locatie van Eratosthenes op de maan

## Beschrijving
Eratosthenes heeft een duidelijke ronde kraterrand die aan de binnenkant in terrassen afloopt, een centrale bergtop in een onregelmatige kratervloer en buiten de krater een talud van ejecta. Eratosthenes heeft geen eigen straalsysteem maar is wel bedekt door stralen uit de krater Copernicus in het zuidwesten.
De periode Eratosthenium uit de geologische tijdschaal van de Maan is naar de krater genoemd. Men neemt aan dat de krater ongeveer 3,2 miljard jaar geleden werd gevormd, wat het begin van deze periode betekende.
Als de zon een lage hoek maakt met het maanoppervlak is de krater vanaf aarde goed zichtbaar dankzij de schaduw die de hoge kraterwand maakt. Als de zon pal boven de krater staat verdwijnt deze optisch in de omgeving. De stralen van Copernicus met hun hogere albedo camoufleren de krater dan.

## Veranderingen

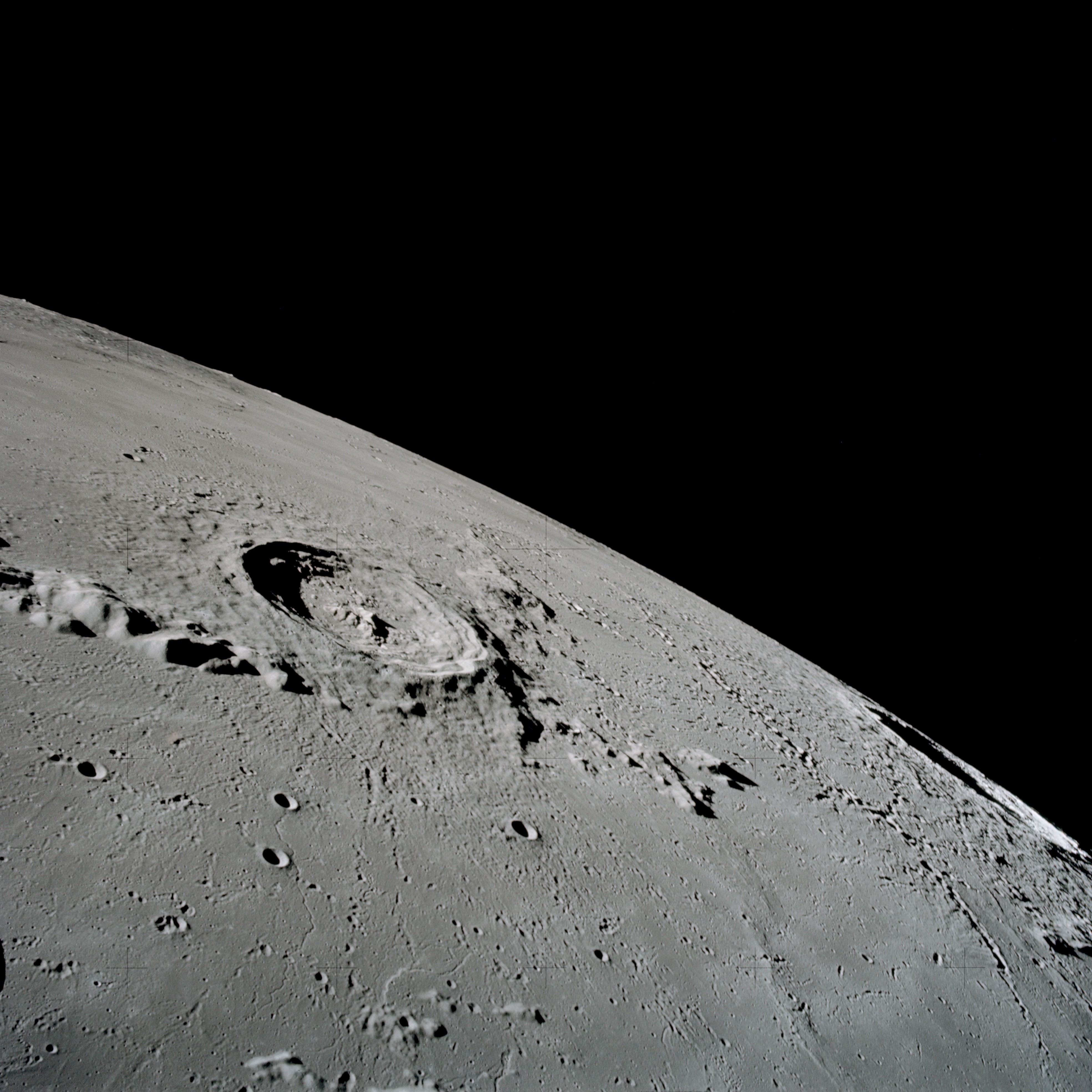
Eratosthenes gefotografeerd vanuit de Apollo 17.

De astronoom William Henry Pickering observeerde in 1924 donkere vlekken in de krater, die in de loop van een maand veranderden. Hij dacht dat de vlekken een vorm van leven waren. Hoewel zijn idee destijds vanwege zijn reputatie wel aandacht kreeg, weet men tegenwoordig dat er op de Maan geen leven voorkomt.